# Onthophagus rubricollis
Onthophagus rubricollis es una especie de insecto del género Onthophagus, familia Scarabaeidae, orden Coleoptera.

Fue descrita científicamente por Hope en 1831.